# Leichtathletik-Weltmeisterschaften 1995/200 m der Frauen

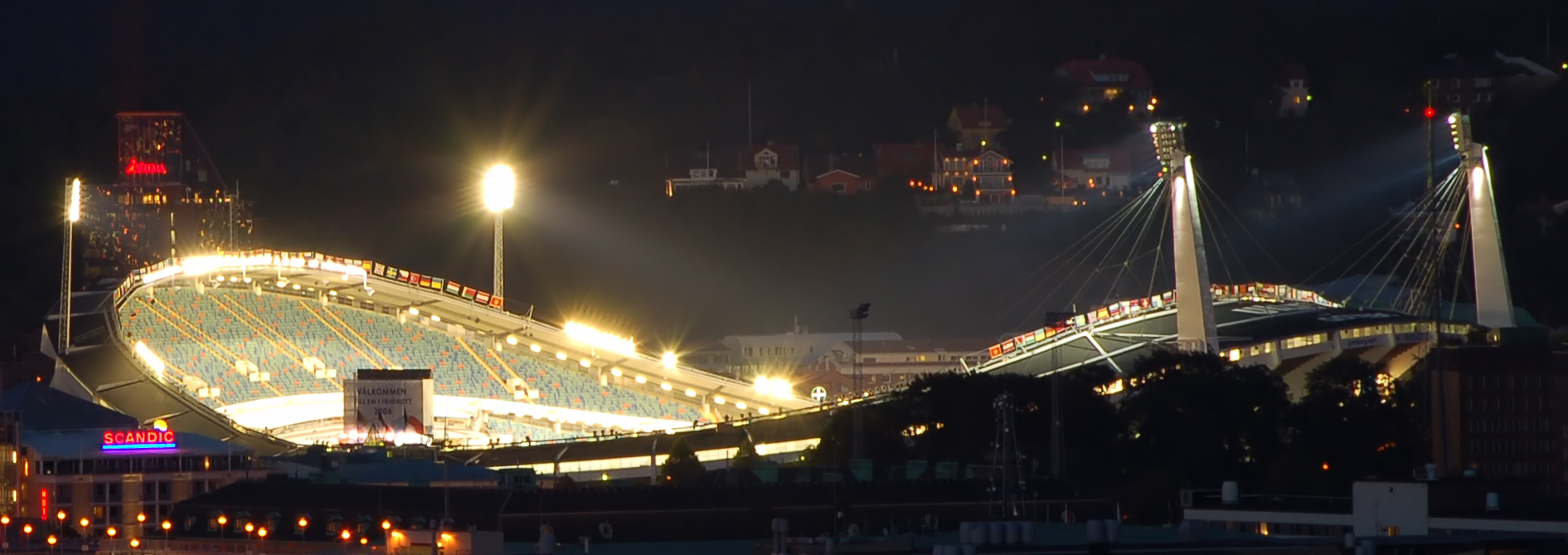
Das Göteborger Ullevi-Stadion im Jahr 2006

Der 200-Meter-Lauf der Frauen bei den Leichtathletik-Weltmeisterschaften 1995 wurde am 9. und 10. August 1995 im Göteborger Ullevi-Stadion ausgetragen.
Die russischen Sprinterinnen errangen in diesem Wettbewerb mit Silber und Bronze zwei Medaillen.
Weltmeisterin wurde die Titelverteidigerin, zweimalige WM-Bronzemedaillengewinnerin (1987/1991), dreimalige Bronzemedaillengewinnerin bei Olympischen Spielen (1980/1984/1992) und WM-Silbermedaillengewinnerin von 1983 Merlene Ottey aus Jamaika. Darüber hinaus hatte sie über 100 Meter bei den Olympischen Spielen 1984 sowie den Weltmeisterschaften 1987/1991 jeweils Bronze und 1993 WM-Silber gewonnen. 1991 hatte sie bereits WM-Staffelgold im Team von Jamaika in ihren Besitz gebracht und war hier in Göteborg drei Tage zuvor über 100 Meter außerdem Zweite geworden.
Zeitgleich bis auf die Hundertstelsekunde belegte die WM-Dritte von 1993 Irina Priwalowa, die 1992 – damals für das Vereinte Team der Gemeinschaft Unabhängiger Staaten startend – über 100 Meter Olympiadritte geworden war, auch hier den dritten Platz. 1993 hatte Irina Priwalowa außerdem WM-Gold mit der 4-mal-100-Meter-Staffel ihres Landes errungen.
Bronze ging an die zweifache EM-Dritte (1990/1994) Galina Maltschugina. Auch sie hatte zahlreiche Medaillen mit der Sprintstaffel gewonnen: 1992 Olympiasilber (mit dem Vereinten Team), 1988 Olympiabronze (für die Sowjetunion), 1993 WM-Gold (für Russland), 1991 WM-Silber (Russland), EM-Silber 1994 (Russland).

## Bestehende Rekorde
| Weltrekord               | 21,34 s | Florence Griffith-Joyner | OS Seoul, Südkorea      | 29. September 1988 |
| Weltmeisterschaftsrekord | 21,74 s | Silke Gladisch           | WM 1987 in Rom, Italien | 3. September 1987  |

Der bestehende WM-Rekord wurde bei diesen Weltmeisterschaften nicht eingestellt und nicht verbessert.

## Vorrunde
Die Vorrunde wurde in fünf Läufen durchgeführt. Die ersten beiden Athletinnen pro Lauf – hellblau unterlegt – sowie die darüber hinaus sechs zeitschnellsten Läuferinnen – hellgrün unterlegt – qualifizierten sich für das Halbfinale.

### Vorlauf 1
9. August 1995, 18:40 Uhr
Wind: +0,7 m/s
| Platz | Name               | Nation              | Zeit (s) |
| ----- | ------------------ | ------------------- | -------- |
| 1     | Merlene Ottey      | Jamaika             | 22,55    |
| 2     | Marina Trandenkowa | Russland            | 22,69    |
| 3     | Carlette Guidry    | USA                 | 22,71    |
| 4     | Erika Suchovská    | Tschechien          | 23,13    |
| 5     | Viktoria Fomenko   | Ukraine             | 23,18    |
| 6     | Heather Samuel     | Antigua und Barbuda | 23,64    |
| 7     | Wang Huei-Chen     | Chinesisch Taipeh   | 23,77    |

### Vorlauf 2

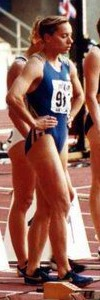
Die 100-Meter-Vizeeuropameisterin von 1994 Schanna Pintussewytsch, spätere Schanna Block, schied als Vierte ihres Rennens in der Vorrunde aus
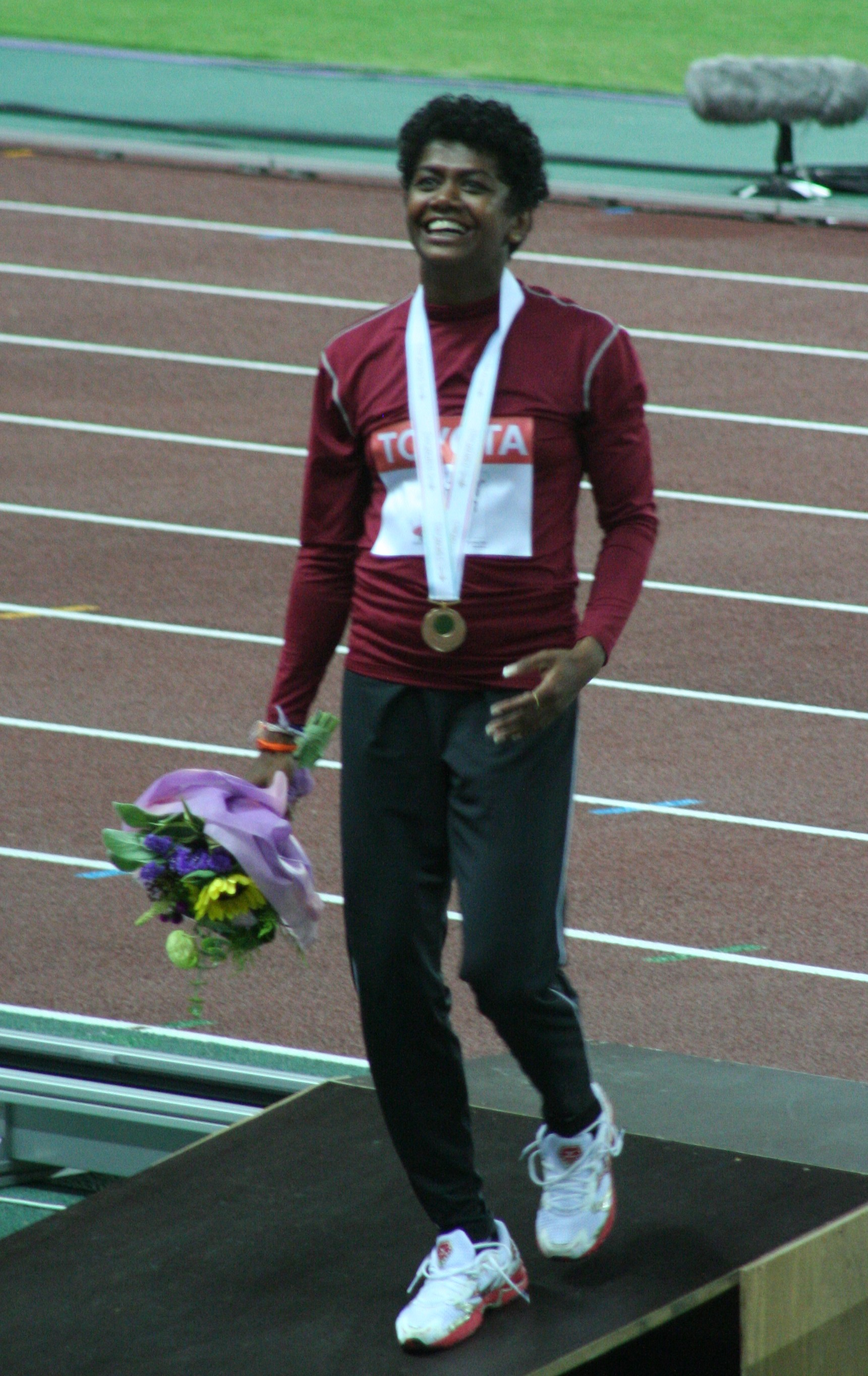
Susanthika Jayasinghe, spätere WM-Bronzemedaillengewinnerin wurde wegen Bahnübertretung disqualifiziert

9. August 1995, 18:45 Uhr
Wind: −0,2 m/s
| Platz | Name                   | Nation     | Zeit (s)                         |
| ----- | ---------------------- | ---------- | -------------------------------- |
| 1     | Mary Onyali            | Nigeria    | 22,59                            |
| 2     | Celena Mondie-Milner   | USA        | 22,90                            |
| 3     | Cathy Freeman          | Australien | 22,90                            |
| 4     | Schanna Pintussewytsch | Ukraine    | 23,30                            |
| 5     | Patricia Rodríguez     | Kolumbien  | 23,67                            |
| 6     | Nora Iwanowa           | Bulgarien  | 23,98                            |
| 7     | Kaltouma Nadjina       | Tschad     | 24,57                            |
| DSQ   | Susanthika Jayasinghe  | Sri Lanka  | IAAF Rule 163.3 – Bahnübertreten |

### Vorlauf 3
9. August 1995, 18:50 Uhr
Wind: −0,5 m/s
| Platz | Name              | Nation         | Zeit (s)                         |
| ----- | ----------------- | -------------- | -------------------------------- |
| 1     | Irina Priwalowa   | Russland       | 22,23                            |
| 2     | Silke-Beate Knoll | Deutschland    | 22,46                            |
| 3     | Paula Thomas      | Großbritannien | 22,95                            |
| 4     | Petja Pendarewa   | Bulgarien      | 22,96                            |
| 5     | Savatheda Fynes   | Bahamas        | 23,01                            |
| 6     | Maguy Nestoret    | Frankreich     | 23,16                            |
| DSQ   | Heide Seyerling   | Südafrika      | IAAF Rule 163.3 – Bahnübertreten |

### Vorlauf 4

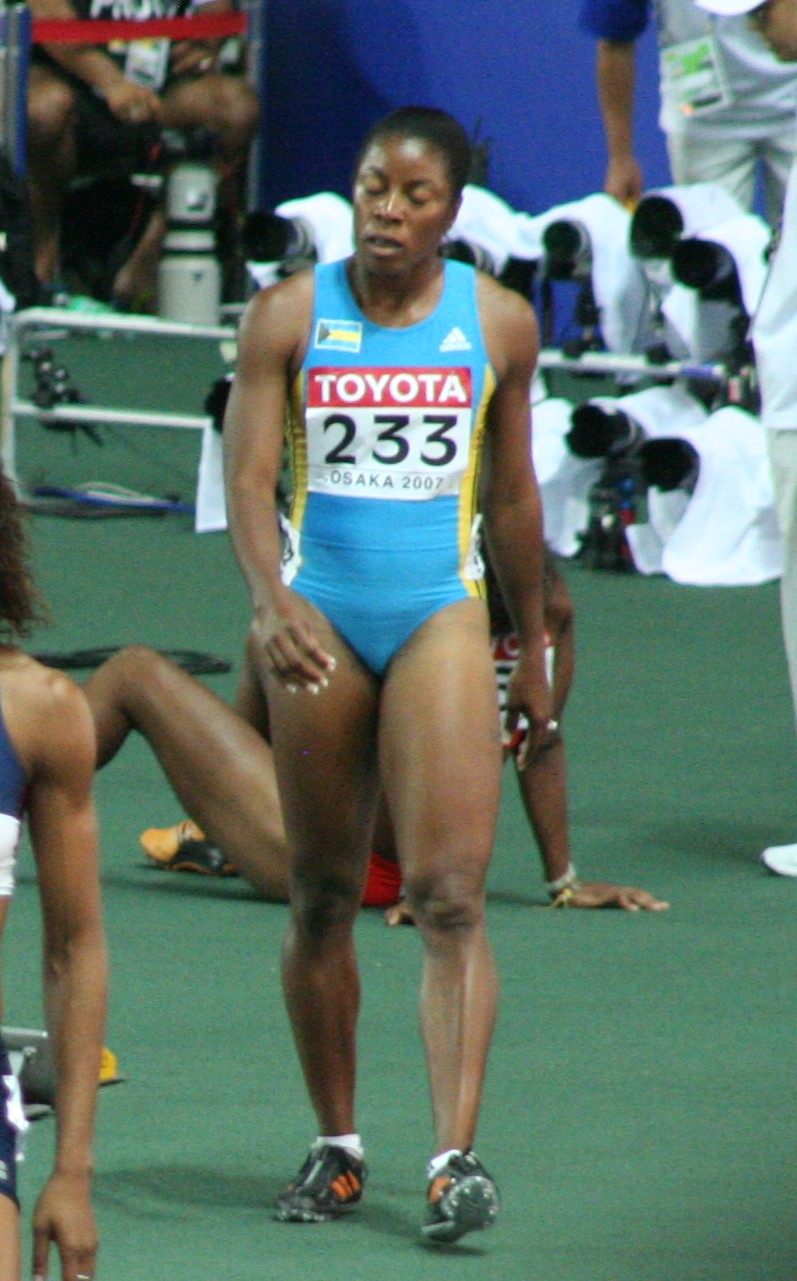
Debbie Ferguson reichte ihr sechster Platz im vierten Vorlauf nicht zum Weiterkommen

9. August 1995, 18:55 Uhr
Wind: ±0,0 m/s
| Platz | Name                  | Nation      | Zeit (s) |
| ----- | --------------------- | ----------- | -------- |
| 1     | Galina Maltschugina   | Russland    | 22,46    |
| 2     | Melinda Gainsford     | Australien  | 22,71    |
| 3     | Silke Lichtenhagen    | Deutschland | 23,19    |
| 4     | Sanna Hernesniemi     | Finnland    | 23,20    |
| 5     | Natallja Safronnikawa | Belarus     | 23,33    |
| 6     | Debbie Ferguson       | Bahamas     | 23,33    |
| 7     | Dora Kyriakou         | Zypern      | 23,77    |
| 8     | Marcela Tiscornia     | Uruguay     | 24,39    |

### Vorlauf 5
9. August 1995, 19:00 Uhr
Wind: +0,7 m/s
| Platz | Name              | Nation       | Zeit (s) |
| ----- | ----------------- | ------------ | -------- |
| 1     | Gwen Torrence     | USA          | 22,61    |
| 2     | Beverly McDonald  | Jamaika      | 22,74    |
| 3     | Melanie Paschke   | Deutschland  | 22,81    |
| 4     | Slatka Georgiewa  | Bulgarien    | 22,95    |
| 5     | Ekaterini Koffa   | Griechenland | 23,16    |
| 6     | Maia Asaraschwili | Georgien     | 23,18    |
| 7     | Damayanthi Darsha | Sri Lanka    | 23,45    |

## Halbfinale
Aus den beiden Halbfinalläufen qualifizierten sich die jeweils ersten vier Athletinnen – hellblau unterlegt – für das Finale.

### Halbfinallauf 1

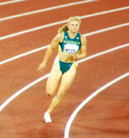
Um einen Rang verpasste Melinda Gainsford als Fünfte ihres Halbfinallaufs das Finale

10. August 1995, 16:05 Uhr
Wind: +2,3 m/s
| Platz | Name              | Nation         | Zeit (s) |
| ----- | ----------------- | -------------- | -------- |
| 1     | Irina Priwalowa   | Russland       | 22,18    |
| 2     | Gwen Torrence     | USA            | 22,25    |
| 3     | Mary Onyali       | Nigeria        | 22,58    |
| 4     | Melanie Paschke   | Deutschland    | 22,60    |
| 5     | Melinda Gainsford | Australien     | 22,61    |
| 6     | Beverly McDonald  | Jamaika        | 22,91    |
| 7     | Petja Pendarewa   | Bulgarien      | 22,92    |
| 8     | Paula Thomas      | Großbritannien | 23,03    |

### Halbfinallauf 2

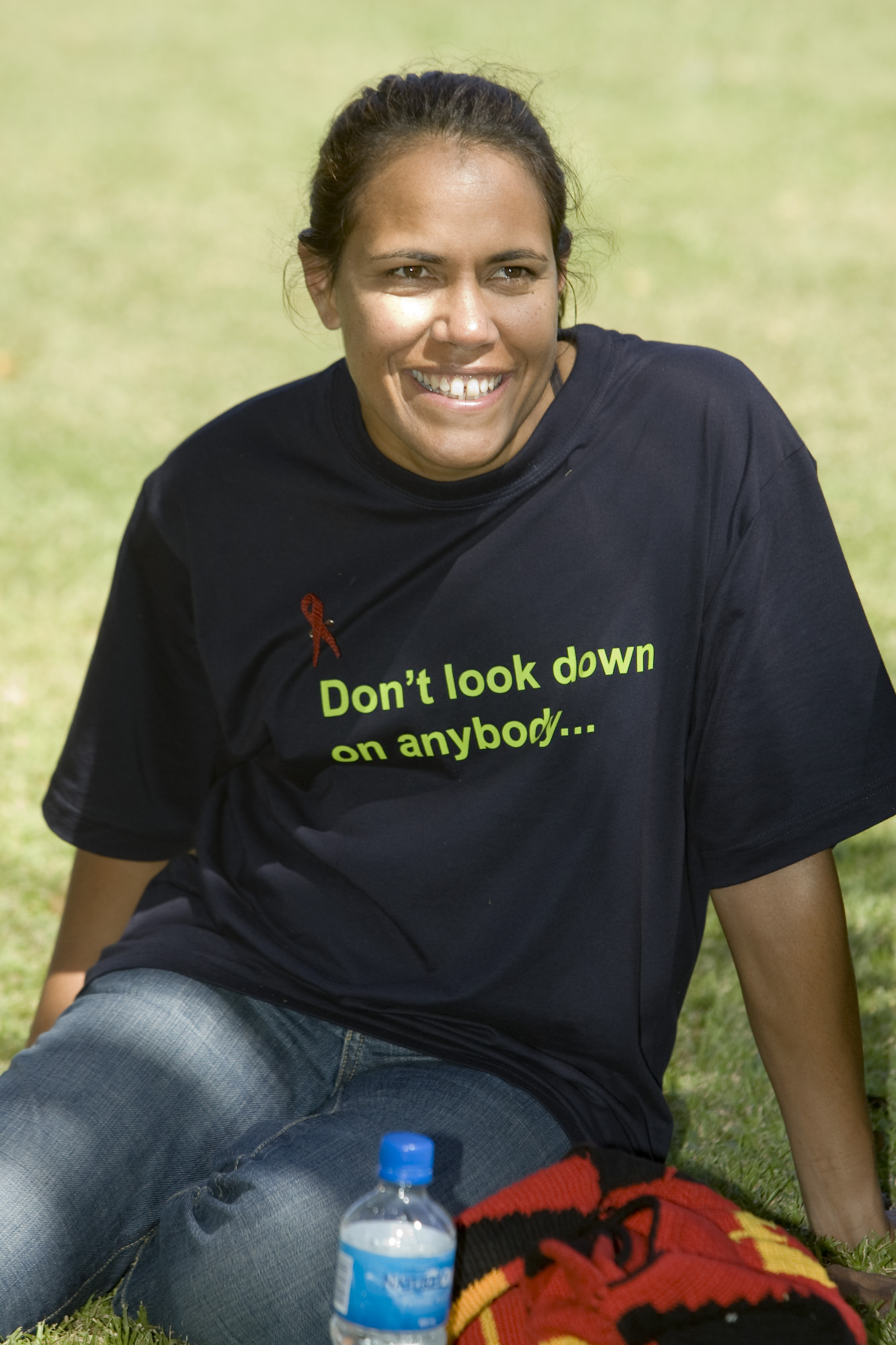
Trotz ihrer Zeit von 22,82 s scheiterte die spätere 400-Meter-Olympiasiegerin Cathy Freeman im Halbfinale

10. August 1995, 16:11 Uhr
Wind: −0,7 m/s
| Platz | Name                 | Nation      | Zeit (s) |
| ----- | -------------------- | ----------- | -------- |
| 1     | Merlene Ottey        | Jamaika     | 22,25    |
| 2     | Galina Maltschugina  | Russland    | 22,45    |
| 3     | Silke-Beate Knoll    | Deutschland | 22,57    |
| 4     | Marina Trandenkowa   | Russland    | 22,71    |
| 5     | Cathy Freeman        | Australien  | 22,82    |
| 6     | Carlette Guidry      | USA         | 22,91    |
| 7     | Slatka Georgiewa     | Bulgarien   | 22,98    |
| 8     | Celena Mondie-Milner | USA         | 23,33    |

## Finale
10. August 1995, 18:35 Uhr
Wind: −2,2 m/s
Als Favoritin ging die US-amerikanische 100-Meter-Weltmeisterin Gwen Torrence ins Rennen. Sie lag am Ende auch klar vorn. Ihre Zeit von 21,77 Sekunden war angesichts eines Gegenwinds von 2,2 m pro Sekunde außerordentlich gut. Sie wurde jedoch umgehend disqualifiziert – eine Kamera hatte festgehalten, dass sie bei einigen Schritten regelwidrig die Innenbegrenzung ihrer Bahn übertreten hatte.
| Platz | Name                | Nation      | Zeit (s)                         |
| ----- | ------------------- | ----------- | -------------------------------- |
| 1     | Merlene Ottey       | Jamaika     | 22,12                            |
| 2     | Irina Priwalowa     | Russland    | 22,12                            |
| 3     | Galina Maltschugina | Russland    | 22,37                            |
| 4     | Melanie Paschke     | Deutschland | 22,60                            |
| 5     | Silke-Beate Knoll   | Deutschland | 22,66                            |
| 6     | Mary Onyali         | Nigeria     | 22,71                            |
| 7     | Marina Trandenkowa  | Russland    | 22,84                            |
| DSQ   | Gwen Torrence       | USA         | IAAF Rule 163.3 – Bahnübertreten |

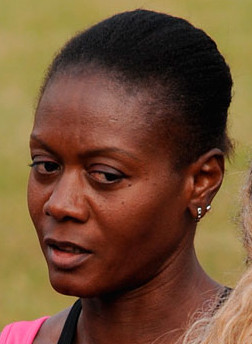
Weltmeisterin Merlene Ottey, vielfache Medaillengewinnerin über 100 Meter, 200 Meter und mit den Sprintstaffeln ihres Teams, errang ihre zweite Einzelgoldmedaille
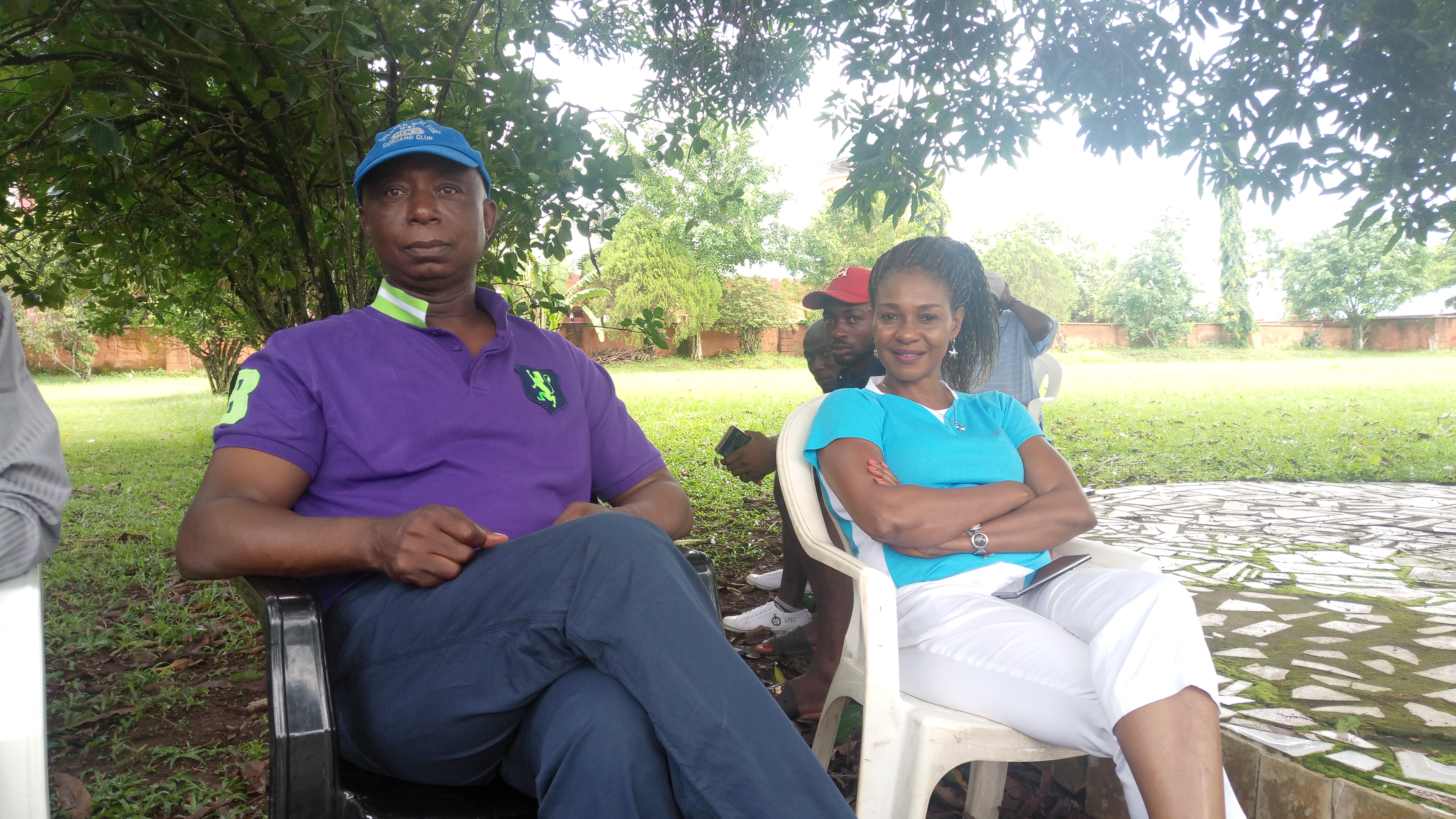
Die sechstplatzierte Mary Onyali schloss ihr viertes WM-Finale über 100 und 200 Meter (Weltmeisterschaften 1993 und 1995) erfolgreich ab

## Video
- Womens 200m final Goteburg 1995, Video veröffentlicht am 6. Mai 2007 auf youtube.com, abgerufen am 5. Juni 2020